# Lothar Späth
Lothar Späth (ur. 16 listopada 1937 w Sigmaringen, zm. 18 marca 2016 w Stuttgarcie) – niemiecki polityk, menedżer i samorządowiec, działacz Unii Chrześcijańsko-Demokratycznej (CDU), w latach 1978–1991 premier Badenii-Wirtembergii.

## Życiorys
Kształcił się w szkołach dla urzędników, w tym w szkole administracji publicznej Staatliche Verwaltungsschule Stuttgart. Pracował w administracji miejskiej Bietigheim, od 1965 odpowiadał za finanse tej miejscowości. W 1967 został członkiem Unii Chrześcijańsko-Demokratycznej. W tym samym roku powołany na urząd burmistrza Bietigheim, który sprawował do 1970. W 1968 po raz pierwszy wybrany do landtagu Badenii-Wirtembergii, mandat poselski wykonywał do 1991. Od 1972 do 1978 przewodniczył frakcji poselskiej CDU. W latach 1970–1974 był dyrektorem generalnym krajowego oddziału przedsiębiorstwa mieszkaniowego Neue Heimat, a od 1973 jednocześnie członkiem zarządu w centrali tej firmy. W latach 1975–1977 wchodził w skład zarządu Baresel AG.
W 1978 pełnił funkcję ministra spraw zagranicznych Badenii-Wirtembergii. W tym samym roku został nowym premierem landu, stanowisko to zajmował do 1991. Od 1979 jednocześnie przewodniczył CDU w tym kraju związkowym. Od listopada 1984 do października 1985 sprawował urząd przewodniczącego Bundesratu. W 1991 zrezygnował z wszystkich funkcji politycznych. Do 2003 był następnie dyrektorem generalnym i prezesem zarządu przedsiębiorstwa Jenoptik, a później do 2007 przewodniczącym jego rady nadzorczej.